# سورين كراغ أندرسن
سورين كراغ أندرسن (بالدنماركية: Søren Kragh Andersen)‏ (و. 1994  م) هو راكب دراجة هوائية، من الدنمارك، شارك في طواف فرنسا 2018.

## سباقات أو مراحل فاز بها
| التاريخ        | السباق                       | المركز                                                                                            |
| -------------- | ---------------------------- | ------------------------------------------------------------------------------------------------- |
| 21 أغسطس 2011  | GP du Danemark 2011          |                                                                                                   |
| 04 أغسطس 2013  | طواف الدنمارك 2013           | الثاني في تصنيف الجبال                                                                            |
| 16 أبريل 2014  | Côte picarde 2014            |                                                                                                   |
| 03 مايو 2014   | هيمرلاند روندت 2014          |                                                                                                   |
| 01 يناير 2015  | جائزة هيرنينغ الكبرى 2015    |                                                                                                   |
| 04 أبريل 2015  | فولتا ليمبورغ الكلاسيكي 2015 | السادس في التصنيف العام                                                                           |
| 18 أبريل 2015  | زي إل إم تور 2015            | الفائز في التصنيف العام                                                                           |
| 09 مايو 2015   | سوندفولدن جراند بريكس 2015   | الفائز في التصنيف العام                                                                           |
| 10 مايو 2015   | رينجيريك جراند بريكس 2015    | الثاني في التصنيف العام                                                                           |
| 24 مايو 2015   | باريس-أراس تور 2015          |                                                                                                   |
| 31 مايو 2015   | طواف ديف يغد 2015            | العاشر في تصنيف الجبال، الثاني في التصنيف العام، الثاني في تصنيف أفضل شاب، السابع في تصنيف النقاط |
| 12 فبراير 2016 | طواف قطر 2016                |                                                                                                   |
| 07 أكتوبر 2018 | طواف باريس 2018              | الفائز في التصنيف العام                                                                           |
| 01 مايو 2023   | إشبورن-فرانكفورت 2023        | الفائز في التصنيف العام                                                                           |
| 24 سبتمبر 2023 | طواف لوكسمبورغ 2023          | الأول في تصنيف النقاط، السادس في التصنيف العام                                                    |

## روابط خارجية
- سورين كراغ أندرسن على موقع الاتحاد الدولي للدراجات (الإنجليزية)
- سورين كراغ أندرسن على موقع أرشيف الدراجات (الإنجليزية)
- سورين كراغ أندرسن على موقع إحصائيات الدراجات الإحترافية (الإنجليزية)
- سورين كراغ أندرسن على موقع نسبة الدراجات (الإنجليزية)
- سورين كراغ أندرسن على موقع CycleBase (الإنجليزية)